# Виле и вртови Медичијевих
Виле Медичи су низ руралних грађевинских комплекса у Тоскани (итал. Toscana) који су били у власништву чланова породице Медичи (итал. Medici) између 15. и 17. века. Виле (лат. villa) су раштркане по територији којом су они владали,  показујући њихову моћ и богатство a имале су неколико функција као: сеоске палате Медичија, рекреативна одмаралишта за разоноду и задовољство власника и као центри пољопривредних делатности. Виле Медичи су од 2013. године уписане на Унескову листу светске баштине (енгл. World Heritage Site).

## Историја
Виле изграђене под влашћу Медичија, између 15. века и раног 18. века, су најбољи примери фирентинске ренесансне архитектуре. Списак вила уписаних на Унескову листу светске баштине састоји се од 12 вила и две баште. Виле Медичија су разасуте по тосканском пејзажу, између четири тосканске провинције: Фиренца (итал. Provincia di Firenze), Прато (итал. Provincia di Prato), Пистоја (итал. Provincia di Pistoia) и Лука (итал. Provincia di Lucca). Виле су у то време представљале нови тип резиденције (лат. residentio) са естетиком која се уклапа у пејзаж (карактеристика за италијанске ренесансе). Оне су биле иновација у поређењу са тадашњим фармама и замковима богатих Фирентинаца који су дуго били симбол племићке моћи. Прве виле Медичија биле су Вила дел Требио (итал. Villa del Trebbio) и Вила Медичи у Кафађолу (итал. Villa di Cafaggiolo). Обе су биле јако утврђене зграде изграђене у 14. веку у региону Муђело (итал. Mugello), првобитном дому породице Медичи (итал. Medici). У 15. веку Козимо де Медичи (итал. Cosimo di Giovanni de' Medici) је преуредио две виле које је дизајнирао архитекта Микелоцо (итал. Michelozzo di Bartolommeo): Вилу у Каређију (итал. Villa medicea di Careggi) и Вилу у Фјезолу (итал. Villa Medici, Fiesole). То су још увек прилично масивне зграде (као и претходне), али са додатним простором за: рекреацију, двориштима, балконима и вртовима. Познати мецена тог времена и неформални владар Републике Фиренце (итал. Repubblica Fiorentina), Лоренцо Медичи најчешће је боравио у Вили Медичи у Каређију.
Вила у Каређију  је била једна од његових омиљених вила и у њој је одржавао састанке Неоплатонске академије, са водећим писцима, вајарима и сликарима фирентинске ренесансе. Лоренцо је такође наручио од архитекте Ђулијана да Сангала (итал. Giuliano da Sangallo) Вилу у Пођо а Кајану (итал. Poggio A Caiano) која је била архитектонски врхунац вила Медичија. Да Сангало је почео да ради на целокупном дизајну виле 1485. године али Лоренцо никада није доживео да је види довршену, умро је у Каређу 1492. године. Његов син Ђовани (итал. Giovanni di Lorenzo de' Medici), који је касније постао Папа Лав X (лат. Leo X), завршио је изградњу виле 30 година касније.
 Процват изградње вила Медичијевих није замро са Лоренцом и његовим златним добом. Касније виле датирају из периода када је породица званично уздигнута у владајућу класу  и када је Тоскана постала војводство, а Козимо I Медичи (итал. Cosimo I de' Medici), њен први велики војвода. Временом је Фиренца (итал. Firenze) била окружена правом „збирком” вила Медичија, укључујући и виле у удаљенијим деловима Великог војводства Тоскана (итал. Granducato di Toscana). До краја 16. века постојало је најмање 16 већих имања и још најмање 11 имања (углавном пољопривредних, или у краткотрајном власништву породице Медичи), заједно са већим бројем фарми и ловачких кућа широм Тоскане. Последње виле Медичија биле су: Вила ди Монтеветолини (итал. Villa di Montevettolini) и Вила Артимино (итал. Villa di Artimino) које је 1595. и 1596. године купио Фердинандо I (итал. Ferdinando I de' Medici), док су трајали радови на проширењу Виле Кастело (итал. Villa di Castello), Виле Ла Петраја (итал. Villa La Petraia) и Виле дел'Амброђана (итал. Villa dell'Ambrogiana). Ове касније виле (често са пространим вртовима), су изузетни примери ренесансне и барокне архитектуре. Врт у Вили Кастело, креирао је за Козима I Медичија, великог војводу Тоскане, Никола Трибола (итал. Niccolò Tribolo), који је касније дизајнирао и вртове Боболи (итал. Giardino di Boboli), за Козимову нову резиденцију у Фиренци, Палату Пити (итал. Palazzo Pitti). Сваки значајнији члан породице Медичи поседовао је по неко од оваквих имања. Војвода би током године често мењао место боравка и проводио време у различитим вилама. За лов је боравио у Вили дел Требио, Вили Кафађоло или Вили Пратолино. У Вилу дел'Амброђана би одлазио у пролеће а у Вили Артимино проводио би лето због њеног положаја на већој надморској висини. Након смрти Ђовани Гастоне Медичија (итал. Giovanni Battista Gastone de' Medici) 1737. године, Велико војводство Тоскана и имовину Медичија, укључујући њихове виле, стекао је Франц Штефан војвода од Лотарингије (Лорене), који је постао велики војвода Тоскане. Франц је само једном посетио Тоскану 1739. године па су виле наредних 26 година биле запуштене. Када је Леополд II наследио војводство 1765. године, многе виле били су у веома лошем стању па су напуштене. Преостале употребљиве виле наставила је да користи владарска кућа Лорена, све до 1860. године када је Тоскана апсорбована у нову Краљевину Италију. Тада је владарска породица Италије Савоја (итал. Savoia) одлучила да прода све осим две Медичијеве виле (Ла Петраја и Вилу Медичи у Пођо а Кајану), које су остале у њиховом власништву до краја монархије 1946. Данас су неке од вила Медичија музеји док су у другима смештене институције, а неколицина је у приватном власништву (и често се изнајмљују или користе за организовање јавних догађаја).

## Списак вила и вртова Медичијевих у Тоскани уписаних на Унескову листу светске баштине
| Слика | Име (Ред бр. на Унеско листи)                | Површина заштићеног подручја/Површина тампон зоне (ha) | Локација                             | Координате                                                | У власништву Медичија                             |
| ----- | -------------------------------------------- | ------------------------------------------------------ | ------------------------------------ | --------------------------------------------------------- | ------------------------------------------------- |
|       | Вила Медичи у Кафађолу (175-001)             | 2.35/649.56                                            | Барберино ди Муђело, Фиренца (округ) | 43° 57′ 53″ С; 11° 17′ 42″ И / 43.964839° С; 11.294964° И | од средине 14. века до 1738.                      |
|       | Вила дел Требио (175-002)                    | 1.60/650.31                                            | Сан Пјеро а Сјеве, Фиренца (округ)   | 43° 57′ 11″ С; 11° 17′ 12″ И / 43.953056° С; 11.286667° И | од средине 14. века до 1738.                      |
|       | Вила Медичи у Каређију (175-003)             | 3.6/55.71                                              | Фиренца (Каређи)                     | 43° 48′ 34″ С; 11° 14′ 58″ И / 43.809411° С; 11.249522° И | 1417-1738.                                        |
|       | Вила Медичи у Фјезолу (175-004)              | 2.11/44.88                                             | Фјезоле, Фиренца (округ)             | 43° 48′ 21″ С; 11° 17′ 21″ И / 43.805833° С; 11.289167° И | 1450-1671.                                        |
|       | Вила Кастело (175-005)                       | 8.33/289.31                                            | Фиренца (Кастело)                    | 43° 49′ 10″ С; 11° 13′ 41″ И / 43.819447° С; 11.228183° И | 1480-1738.                                        |
|       | Вила Медичи у Пођо а Кајану (175-006)        | 9.31/135.63                                            | Пођо а Кајано, Прато (округ)         | 43° 49′ 03″ С; 11° 03′ 22″ И / 43.8174° С; 11.0562° И     | 1470-1738.                                        |
|       | Вила Ла Петраја (175-007)                    | 21.31/276.33                                           | Фиренца (Кастело)                    | 43° 49′ 06″ С; 11° 14′ 04″ И / 43.818289° С; 11.234519° И | 1544-1738.                                        |
|       | Вртови Боболи и палата Пити (175-008)        | 40.00/132.00                                           | Фиренца                              | 43° 45′ 45″ С; 11° 14′ 54″ И / 43.7625° С; 11.248333° И   | између 1549. и 1550. до 1738.                     |
|       | Вила Медичи у Черето Гвидију (175-009)       | 0.76/4.12                                              | Черето Гвиди, Фиренца (округ)        | 43° 45′ 31″ С; 10° 52′ 45″ И / 43.758611° С; 10.879167° И | 1555-1738.                                        |
|       | Палат Медичи у Серавецу (175-010)            | 1.01/50.14                                             | Серавеца, Лука (округ)               | 43° 59′ 38″ С; 10° 13′ 55″ И / 43.993889° С; 10.231944° И | 1560-1738.                                        |
|       | Вила Пратолино (175-011)                     | 26.53/210.35                                           | Ваља                                 | 43° 51′ 28″ С; 11° 18′ 15″ И / 43.857778° С; 11.304167° И | 1581-1738. (срушена 1872. изграђена Вила Демидов) |
|       | Вила Ла Мађија (175-012)                     | 2.10/103.65                                            | Кварата, Пистоја (округ)             | 43° 51′ 06″ С; 10° 58′ 21″ И / 43.851667° С; 10.9726° И   | 1583-1738.                                        |
|       | Вила Артемино (Вила Ла Фердинанда) (175-013) | 1.04/701.66                                            | Кармињано, Прато                     | 43° 46′ 55″ С; 11° 02′ 39″ И / 43.781944° С; 11.044167° И | 1596-1738.                                        |
|       | Вила дел Пођо Империјале (175-014)           | 5.35/235.43                                            | Фиренца                              | 43° 44′ 57″ С; 11° 14′ 51″ И / 43.749172° С; 11.24743° И  | 1565-1738.                                        |

## Списак вила и вртова Медичијевих у Тоскани које нису уписане на Унескову листу светске баштине
Остале виле које су у одређеном периоду припадале породици Медичи, а нису на попису заштићених споменика УНЕСКО-а:
- Вила Корсини у Мецомонтеу (итал. Villa Corsini a Mezzomonte), од 1480. до 1482. и после 1629. до 1644.
- Вила Ла Кујете у Фиренци (Кастелу) (итал. Villa La Quiete), од 1453. до 1650.
- Вила у Колесалветију (итал. Villa medicea di Collesalvetti), од 1464. до 1738.
- Вила у Ањану (итал. Villa di Agnano), од 1486. до 1498.
- Вила у Камуљану (итал. Villa di Camugliano), од око 1530. до 1615.
- Вила у Арена Метату (итал. Villa di Arena Metato), од око 1563. до 1738.
- Вила у Спедалету (итал. Villa di Spedaletto), од 1486. до 1492.
- Вила у Стабији (итал. Villa di Stabbia), од 1548. до 1738.
- Вила Ла Топаја у Фиренци (Кастелу) (итал. Villa della Topaia), од око 1550. до 1738.
- Вила ди Марињоле у Фиренци (итал. Villa di Marignolle), од 1560. до 1621.
- Вила у Лапеђију (итал. Villa di Lappeggi), од 1569. до 1738.
- Вила дел'Амброђана у Монтелупу Фјорентину (итал. Villa dell'Ambrogiana), од 1574. до 1738.
- Вила у Бањо а Риполију (итал. Villa di Lilliano), од 1584. до 1738.
- Вила у Колтано Радиу (итал. Villa di Coltano), од 1586. до 1738.
- Вила у Монсумано Терме (итал. Villa di Montevettolini), од око 1595. до 1738.
- Вила у Бутију (итал. Villa di Buti), непознат период у власништву Медичија
- Вила у Палађију (итал. Villa Il Palagio), од 1377. до 1548.
- Вила дела Пјаноре (итал. Villa delle Pianore) у Санта Марија а Монтеу , од око 1596. до 1737.

## Виле и резиденције Медичијевих ван Тоскане
Медичи су имали бројне градске резиденције и ван територије Тоскане, као што су неке престижне палате у Риму: 
- Вила Мадама у у Риму, од 1518.	до 1537.
- Палацо Мадама у у Риму, од 1505.	до 1537.
- Вила Медичи (итал. Villa Medici) у у Риму, од 1576.	до 1738.

Велики број вила био је и у власништву мањих огранака династије, које овде нису побројане. Постоје и палате ван територије Италије а једна од значајних је Палата великих војвода Тоскане, позната као Тосканска палата (чеш. Тосканскы палац), која се налази у Прагу (Чешка) на западној страни Храдчанског трга (чеш. Hradčanské náměstí), подигнута крајем 17. века и која се приписује француском архитекти Жан Батисту Матјеу (фр. Jean Baptiste Mathieu).